# 京都外国语大学
京都外国语大学（きょうとがいこくごだいがく，英语：Kyoto University of Foreign Studies），是日本的一所位于京都市右京区西院笠目町6的私立大学。1959年设立。简称京都外大、KUFS。
京都外大设置有外国语学部和国际贡献学部，以及短期大学。另外同大学法人还在京都市设置有京都外国语专门学校。

## 历史
- 1947年5月，京都外国语学校开学
- 1950年4月，京都外国语短期大学开学
- 1959年4月，京都外国语大学开学
- 1971年4月，开设大学院修士课程
- 1980年4月，开设留学生别科
- 2010年4月，开设国际教养学科[1]
- 2018年4月，开设国际贡献学部[2]
- 2020年4月，开设俄语学科

## 学校组织
- 外国语学部
  - 英美语学科
  - 西班牙语学科
  - 法语学科
  - 德语学科
  - 葡萄牙语学科
  - 中文学科
  - 日语学科
  - 意大利语学科
  - 俄语学科
- 国际贡献学部
  - 国际学术学科
  - 国际观光学科
- 留学生别科
- 短期大学
  - 职业英语学科
- 大学院
  - 外国语研究科（博士前期·博士后期课程）[3]

## 附属学校
- 京都外大西高等学校
- 京都外国语短期大学
- 京都外国语专门学校

## 相关链接
- 官方网站 （页面存档备份，存于）